# 科夫
科夫（英語：Cobh，發音： /ˈkoʊv/，KOHV）是爱尔兰科克郡南海岸的海港城鎮。科夫位於科克灣大島的南側，並與穗島、浩爾柏洛島隔海相望。鎮上的聖柯曼大教堂，是愛爾蘭和克萊恩教區最高的建築物之一。

## 名稱
科夫在早期有數個愛爾蘭語名，1750年時最初被稱為海灣（科克的海灣）。它於1850年更名為皇后鎮（又稱昆士敦），以紀念維多利亞女王的照訪。直到1920年，愛爾蘭自由邦建立後，它被重新命名為科夫，之後一直保持著小鎮的名字。科夫是一個蓋爾語化的英文名稱，並在愛爾蘭語已經沒有意義了。

## 雙子城市
- 波蘭 科爾布紹瓦
- 法國 普洛埃梅勒
- 巴西 克魯塞羅
- 美國 查爾斯湖
- 威爾斯 龐特迪勒斯 [2]

## 外部連結
- Cobh Ramblers FC Forum
- Cobh Community Care - Day Care Centre and Housing for the elderly （页面存档备份，存于）
- Cobhnet.com - business & community directory with online Forum
- CobhOnline, Cobh's Home on The Net （页面存档备份，存于）
- Cobh Golf Club （页面存档备份，存于）
- Irish Rail Cobh railway station website （页面存档备份，存于）
- Cobh & Harbour Chamber of Commerce
- Cobh Heritage Centre （页面存档备份，存于）
- Cobh Sirius Arts Centre （页面存档备份，存于）
- Cobh Museum （页面存档备份，存于）
- Cobh Tourism （页面存档备份，存于）
- Christmas in Cobh
- Cobh Town Council （页面存档备份，存于）